# Бетюн, Арман-Жозеф де
Герцог Арман-Жозеф де Бетюн (фр. Armand-Joseph de Béthune-Charost; 1 июля 1738, Версаль — 27 октября 1800, Париж) — французский государственный и военный деятель.

## Биография
Сын Франсуа-Жозефа де Бетюна, герцога д’Ансени, и Мари-Элизабет де Ларошфуко-де-Руа.
После смерти отца стал герцогом д’Ансени, в 1747 году дед уступил ему титул герцога де Шаро. От умершего в том же году прадеда унаследовал должность президента знати Штатов Бретани и титулы сира д’Орваля и Сент-Аман-Монтрона (земля, принадлежавшая герцогу де Сюлли, проданная принцу Конде, и выкупленная у графа де Ла-Марша в 1765 году герцогом де Шаро).
Барон д’Эпинёй и де Шарантон, сеньор де Мейян, Марёй, Ла-Круазет в Берри и Рош-ла-Мольер в Форе.
Поступил на службу мушкетером в 1754 году. С января 1756, после отставки деда, стал генеральным наместником Пикардии, Булонне и завоеванных областей, и губернатором Кале и форта Ньёле.
1 апреля 1756 стал полковником гренадерского корпуса Франции, 3 января 1757 пожалован в рыцари ордена Святого Людовика, 4 марта того же года стал кампмейстером кавалерийского полка своего имени (до этого полк Эгмонта), которым командовал в Семилетней войне. Отличился при взятии Мюнстера. В 1762 году его подразделение было включено в состав Королевского иностранного полка.
С 1 декабря 1762 кампмейстер-лейтенант Королевского кавалерийского полка, бригадир (4.11.1766), лагерный маршал (3.01.1770), генерал-лейтенант (7.09.1792).
В 1758 году, в тяжелое для королевства время, отдал свое столовое серебро для чеканки монеты.
В Боетани и Берри он осуществил полезные преобразования, провел дороги, основал благотворительные учреждения, отменил крестьянские повинности в своих владениях, создал приюты для беременных, сирот, земледельцев, пострадавших от пожаров и града, поддерживал льноводство в Пикардии.
В Париже помогал немалому числу бедных школяров, ставших позднее полезными и даже известными людьми.
Людовик XV однажды заметил о герцоге де Шаро: «Взгляните хорошенько на этого совершенного простака. Удивительно! При такой посредственной внешности он оживил три мои провинции».
Во времена революции сделал патриотический дар, пожертвовав сто тысяч франков. При терроре был арестован, но после термидорианского переворота освобожден.
В 1799 году стал мэром 10 округа Парижа, продолжив на этом посту свою благотворительную деятельность. Когда учреждение для глухонемых, одним из администраторов которого он был, поразила вспышка оспы, Арман-Жозеф нанес туда несколько визитов и сам стал жертвой болезни.
Был погребен в часовне замка Мейян.

## Семья
1-я жена (19.02.1760): Луиза-Сюзанна Эдме Мартель (ум. 1780), дочь Шарля Мартеля, графа де Фонтен-Мартель, и Франсуазы Мартель де Кле
Дети:
- Арман-Максимильен-Поль-Франсуа-Эдм (4.04.1764—01.10.1765), маркиз де Шаро
- Арман-Луи-Франсуа-Эдм (5.08.1770, Париж — 28.04.1794, Париж), граф де Шаро. Гильотинирован. Жена (1790): Максимильена де Бетюн

2-я жена (17.02.1783): Генриетта-Аделаида-Жозефа дю Буше де Сурш де Турзель (4.11.1765—1837), дочь Луи-Франсуа дю Буше де Сурш, маркиза де Турзель, и Луизы-Элизабет де Крой